# Dr. Ehrlich's Magic Bullet
Dr. Ehrlich's Magic Bullet (conocida como La bala mágica en España y Venezuela y como El quinto jinete del Apocalipsis en México), es una película biográfica estadounidense sobre Paul Ehrlich, el ganador del Premio Nobel de Fisiología o Medicina en 1908. Fue dirigida por William Dieterle y protagonizada por Edward G. Robinson. Su estreno fue en 1940 y fue nominada al Óscar al mejor guion original en la primera ocasión que se premió esta categoría. También estuvo nominada para formar parte de la lista «100 años... 100 inspiraciones: Las películas estadounidenses más inspiradoras» del American Film Institute. La producción de la película fue polémica debido a que trata el tema de la sífilis, una enfermedad venérea, y aparecen personajes judíos, como el propio protagonista, ya que en esa época estaba ocurriendo la Segunda Guerra Mundial.

## Argumento
Paul Ehrlich (Edward G. Robinson) es un médico que trabaja en un hospital alemán. Es despedido por sus continuas faltas a las normas de la institución, excesivamente burocráticas. La causa de este conflicto es un creciente interés por la investigación de tinciones selectivas para marcar células y microorganismos mediante el uso de ciertos colorantes que tengan afinidad por aquello que se quiere teñir y nada más. Emil Adolf von Behring (Otto Kruger), a quien Ehrlich conoce y traba una amistad durante sus experimentos con estas sustancias, queda impresionado con los descubrimientos de Ehrlich y les da el nombre de «tinción específica». Debido a que puede ser usada con la finalidad de diagnosticar enfermedades con el microscopio óptico, se refiere a ella como uno de los descubrimientos más importantes de la ciencia. Tras asistir a una conferencia impartida por Robert Koch (Albert Basserman), donde este explica que la tuberculosis es una enfermedad causada por bacterias, Ehrlich obtiene de él una muestra del microorganismo. Él consigue desarrollar una técnica de tinción para el bacilo, en parte debido a la suerte y la intervención de su mujer. Esto es elogiado por Koch y círculos de médicos como una contribución valiosa al diagnóstico de enfermedades.
Durante la investigación, Paul Ehrlich contrajo la tuberculosis, una enfermedad altamente mortal en esa época. Por tanto, viaja a Egipto con su esposa Hedwig (Ruth Gordon) para guardar reposo y recuperarse. Allí comienza a descubrir algunos hechos en torno a la inmunología, como la creciente tolerancia al veneno de las serpientes después de múltiples mordeduras. De vuelta a su país, ayuda a Emil von Behring a tratar una epidemia de difteria que está afectando a muchos niños y son premiados por su esfuerzo.
A partir de entonces, Ehrlich concentra sus esfuerzos en crear lo que él llama «balas mágicas», sustancias químicas que al ser inyectadas pueden atacar selectivamente a un agente infeccioso, el precursor de lo que hoy son los antibióticos y la quimioterapia para el cáncer. En el laboratorio recibe ayuda de científicos como Sahachiro Hata (Wilfred Hari). La junta médica del hospital, encabezada por Hans Wolfert (Sig Ruman), piensa que las investigaciones de Ehrlich son un gasto de dinero y recursos e intentan recortar su presupuesto, justo cuando Ehrlich comienza a trabajar en una cura para la sífilis. Entonces, recibe financiación gracias a la viuda del banquero judío Gerog Speyer, Franziska Speyer (María Uspénskaya), y tras 606 experimentos finalmente descubre un remedio que permite tratar la enfermedad que sea a la vez mínimamente tóxico para el paciente. Esta sustancia, que recibió el nombre de «compuesto 606», es conocida actualmente como arsfenamina o por su marca «Salvarsán».
La alegría de este descubrimiento dura poco, ya que 38 de los pacientes tratados con el compuesto mueren. El doctor Wolfert denuncia públicamente a Ehrlich y lo acusa de asesinar a aquellas personas. Esto obliga al protagonista a demandar a Wolfert por injurias. Emil von Bering, quien advirtió anteriormente a Ehrlich de que abandonara su propósito por encontrar la cura de enfermedades con compuestos químicos, es llamado a declarar en el juicio por parte de la defensa de Wolfert. Emil, en cambio, declara que el compuesto 606 es responsable de 39 muertes, y no 38, al incluir la muerte de la propia sífilis. Ehrlich sale victorioso del juicio, pero el estrés físico al que había sido sometido hace que fallezca al poco tiempo. En su lecho de muerte, le recomienda a sus compañeros médicos que tomen riesgos en su profesión.

## Reparto
- Edward G. Robinson como el doctor Paul Ehrlich.
- Ruth Gordon como Hedwig Ehrlich.
- Otto Kruger como el doctor Emil Adolf von Behring.
- Donald Crisp como el ministro Friedrich Althoff.
- María Uspénskaya como Franziska Speyer.
- Montagu Love como el profesor Hartman.
- Sig Ruman como el doctor Hans Wolfert.
- Donald Meek como Mittelmeyer.
- Henry O'Neill como el doctor Lentz.
- Albert Bassermann como el doctor Robert Koch.
- Edward Norris como el doctor Morgenroth.
- Harry Davenport como el juez.
- Louis Calhern como el doctor Brockdorf.
- Louis Jean Heydt como el doctor Kunze.
- Charles Halton como Sensenbrenner.
- Irving Bacon como Becker.
- Douglas Wood como Speidler.

## Repercusión
La película fue un éxito comercial y recibió críticas positivas en periódicos como The New York Times. En la época del estreno existía una gran preocupación en la sociedad estadounidense por las enfermedades de transmisión sexual y la figura de Ehrlich era conocida en parte por Cazadores de Microbios, un libro escrito por Paul de Kruif en 1926. Por otra parte, la Alemania nazi imponía ciertas restricciones a las proyecciones cinematográficas en su país, como la prohibición de que participen en ellas actores judíos. Muchos productores de Hollywood, entre ellos Jack Warner, uno de los fundadores de Warner Bros. eran de origen judío y estaban en contra de estas restricciones. Esto influyó en la elección de Paul Ehrlich como protagonista de la película, ya que fue un judío alemán.
Por otra parte, el código Hays prohibía a las películas producidas en aquella época la representación de enfermedades venéreas. Dr. Ehrlich's Magic Bullet fue una excepción, pero tuvieron que hacerse cambios en el guion y reducir al mínimo posible las escenas en las que aparecieran pacientes con sífilis o la administración de tratamiento para la enfermedad. También se eliminaron las escenas en las que se mostraban experimentos con animales.

## Otras versiones
El Servicio de Sanidad Pública de los Estados Unidos produjo en 1943 un cortometraje educativo de 31 minutos que reutiliza material de esta película durante una campaña contra la sífilis. Se tituló Magic Bullets.

## Premios

### Premios Óscar
| Año  | Categoría            | Personas                                    | Resultado |
| ---- | -------------------- | ------------------------------------------- | --------- |
| 1940 | Mejor guion original | Norman Burnside, Heinz Herald y John Huston | Nominados |